# Untergericht Aufkirchen
Das Untergericht Aufkirchen war ein Herrschaftsgericht der Standesherren der Fürsten zu Oettingen-Wallerstein, das auf der Basis der Edikte im Königreich Bayern vom 8. September 1808 und 16. August 1812 gebildet wurde.

## Lage
Das Untergericht Aufkirchen der Fürsten zu Oettingen-Wallerstein in Aufkirchen grenzte im Westen an das Herrschaftsgericht Mönchsroth, im Norden und Osten an das Landgericht Wassertrüdingen und im Süden an das Herrschaftsgericht Oettingen diesseits der Wörnitz.

## Struktur
Das Untergericht Aufkirchen wurde in 6 Steuerdistrikte aufgeteilt, die vom Rentamt Oettingen verwaltet wurden.
- Aufkirchen mit Irsingen
- Dornstadt mit Hirschbrunn und Linkersbaindt
- Frankenhofen mit Ruffenhofen
- Fürnheim mit Buchhof, Forsthöfe, Goschenhof, Himmerstall, Reichenbach, Stahlhöfe
- Seglohe mit Eitersberg und Hochstadt

1818 gab es im Untergericht Aufkirchen 1905 Einwohner, die sich auf 473 Familien verteilten und in 406 Anwesen wohnten. Im selben Jahr wurde das Untergericht aufgelöst. Die Steuerdistrikte Aufkirchen und Dornstadt kamen an das Herrschaftsgericht Oettingen diesseits der Wörnitz, während Frankenhofen, Fürnheim und Seglohe an das Herrschaftsgericht Mönchsroth kamen.